# Górznieńsko-Lidzbarski Park Krajobrazowy

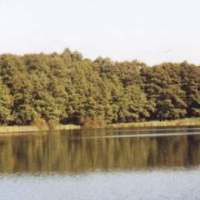
Jezioro Lidzbarskie

Górznieńsko-Lidzbarski Park Krajobrazowy – park krajobrazowy utworzony w 1990 na pograniczu trzech województw: warmińsko-mazurskiego, kujawsko-pomorskiego i mazowieckiego.

## Powierzchnia i położenie
Górznieńsko-Lidzbarski Park Krajobrazowy zajmuje powierzchnię 27 764,3 ha, w tym: 13 901,5 ha w województwie kujawsko-pomorskim, 8632,7 ha w województwie warmińsko-mazurskim oraz 5230,1 ha w województwie mazowieckim. Cały obszar Górznieńsko-Lidzbarskiego Parku Krajobrazowego znajduje się w granicach obszaru funkcjonalnego „Zielone Płuca Polski”.
Gmina Bartniczka: Bartniczka, Gutowo, Radoszki, Samin,

Gmina Brzozie: Małe Leźno, Wielkie Leźno, Zembrze,

Gmina Górzno: Czarny Bryńsk, Fiałki, m. Górzno, Górzno-Wybudowanie, Szynkówko, Zaborowo,

Gmina Lidzbark: Bryńsk, Jamielnik, Klonowo, Nowy Zieluń, Zalesie,

Gmina Lubowidz: Konopaty, Pątki, Płociczno, Sinogóra, Syberia, Zieluń (Zieluń-Osada, Zieluń-Wieś),

Gmina Świedziebnia: Janowo, Księte, Mełno, Okalewko.

## Informacje ogólne
Teren Górznieńsko-Lidzbarskiego Parku Krajobrazowego znalazł się w zasięgu ostatniego zlodowacenia skandynawskiego, dlatego też rzeźba terenu wykazuje klasyczne cechy krajobrazu młodoglacjalnego. Lądolód wycofując się z tego terenu, pozostawił zróżnicowanie genetyczne i morfometryczne oraz bogactwo form. Rzeźba obszaru ukształtowała się podczas recesji lądolodu subfazy kujawsko-dobrzyńskiej oraz w czasie postoju i zaniku lądolodu subfazy krajeńsko-wąbrzeskiej (16–17 tys. lat temu).
Występują tu strome jary i jeziora rynnowe (Jeziora Bryńskie, Jezioro Górzeńskie).
Osią hydrograficzną GLPK jest (częściowo w głębokich jarach) bardzo czysta rzeka Brynica zasilana z wielu źródeł tu występujących.
Sprzyja to występowaniu wielu gatunków roślin i zwierząt.
Na terenie parku znajduje się 7 rezerwatów przyrody i 36 pomników przyrody (głównie drzew).
Występuje ok. 130 zespołów roślinnych (w tym ok. 200 gatunków rzadkich) oraz ok. 250 gatunków zwierząt (ponad 160 gatunków ptaków). M.in. rośliny: rosiczka okrągłolistna, czosnek niedźwiedzi oraz zwierzęta: bóbr (gatunek reintrodukowany), bażant, królik dziki (gatunki introdukowane).
Najciekawszym pomnikiem przyrody był około 500-letni „Dąb Rzeczypospolitej” – dąb szypułkowy o obwodzie 649 cm i wysokości 33 m. W grudniu 2020 roku dąb spłonął, podpalony przez nieznanych sprawców.
Miasta leżące na terenie parku: Lidzbark Welski i Górzno są znanymi ośrodkami turystyczno-wypoczynkowymi z dobrą infrastrukturą i bazą noclegową. Znajdują się tu również gospodarstwa agroturystyczne.
Siedziba Górznieńsko-Lidzbarskiego Parku Krajobrazowego znajduje się w miejscowości Ruda k. Górzna w Ośrodku Edukacji Ekologicznej GLPK w Rudzie.

## Rezerwaty przyrody na terenie parku
- Czarny Bryńsk
- Jar Brynicy (województwo warmińsko-mazurskie)
- Jar Brynicy (województwo kujawsko-pomorskie)
- Klonowo
- Mszar Płociczno
- Ostrowy nad Brynicą
- Szumny Zdrój im. Kazimierza Sulisławskiego

Na obszarze Górznieńsko-Lidzbarskiego Parku Krajobrazowego znajdują się dwa projektowane specjalne obszary ochrony siedlisk Natura 2000 (aktualnie obszary mające znaczenie dla Wspólnoty): „Ostoja Lidzbarska” PLH280012 oraz „Mszar Płociczno” PLH040035.

### Projektowane rezerwaty
- Obrazik
- Torfowisko Piaseczeńskie